# Georges Rigault
Ne doit pas être confondu avec Georges Rigaud.
Georges Rigault, né le 24 août 1885 à Orléans et mort le 5 février 1956 à Neuville-au-Bois est un historien français, spécialiste de l'histoire des Frères des écoles chrétiennes ou “lasalliens”.

## Biographie
Georges Rigault était un disciple de l'historien français Georges Goyau. Il est surtout connu pour son œuvre : Histoire générale de l'Institut des Frères des écoles chrétiennes en 9 tomes, qui retrace l'histoire des Frères depuis les origines jusqu'à 1904. L'ultime volume est paru de manière posthume : Les temps de la sécularisation, 1904-1914 (dans Études lasalliennes no 1, en 1991).
Plusieurs de ses monographies ont été couronnées par l'Académie française.

### De Georges Rigault
- Inventaire des états de services des officiers de l'armée d'Égypte, 1911, 212 p.
- Le général Abdallah Menou et la dernière phase de l'expédition d'Égypte (1799-1801), 1911, 436 p.
- Orléans et le Val de Loire, éd. H. Laurens, coll. Les Villes d'Art Célèbres, 1914, 154 p.
- Histoire générale de l'Institut des Frères des écoles chrétiennes en 9 vols, Paris, Plon, 1942 :
  1. L'œuvre religieuse et pédagogique de saint Jean-Baptiste de La Salle, Paris, Librairie Plon, 1937, 627 p.
Couronné par l'Académie française (Prix Halphen, 1938)[3]
  2. Les disciples de saint Jean-Baptiste de La Salle dans la société du XVIIIe siècle, Paris, Librairie Plon, 1938, 653 p.
  3. La Révolution française, Paris, Librairie Plon, 1940, 650 p.
Couronné par l'Académie française (Prix Eugène-Carrière, 1941)[3]
  4. L'Institut restauré (1805-1830), Paris, Librairie Plon, 1942, 615 p.
  5. L'ère du Frère Philippe, « Le Généralat du Frère Anaclet. L'Institut en France au temps du Frère Philippe », Paris, Librairie Plon, 1945, 585 p.
  6. L'ère du Frère Philippe, « L'Institut parmi les Nations », Paris, Librairie Plon, 1947,504 p.
  7. La fin du XIXe siècle, « Travaux et luttes des Lasalliens en France », Paris, Librairie Plon, 1949, 547 p.
  8. La fin du XIXe siècle, « L'Institut en Europe et dans les pays de missions », Paris, Librairie Plon, 1951, 651 p.
  9. La fin du XIXe siècle, « L'expansion lasallienne en Amérique de 1874 à 1904 », Paris, Librairie Plon, 1952, 403 p.
Couronné par l'Académie française (Grand Prix Gobert, 1953)[3]
- Le Frère Joseph, Fondateur de la Maison des Francs-Bourgeois, Supérieur général des Frères des Écoles Chrétiennes, Paris, éd. J. de Gigord, 1925, 334 p.
Couronné par l'Académie française (Prix Juteau-Duvigneaux, 1926)[3]
- avec Georges Goyau, Martyrs de la Nouvelle France. Extraits des Relations et Lettres des missionnaires Jésuites, Paris, Éditions Spes (Bibliothèque des Missions, No 1), 1925, xii-279 p.
- Un disciple de saint Jean-Baptiste de La Salle, le Bienheureux Salomon, martyrisé à Paris (prison des carmes) le 2 septembre 1792, Paris, Procure générale des Frères, 1926.
- L'Institut des Frères des écoles chrétiennes, Collection «Les Grands Ordres Monastiques», Paris, Bernard Grasset, 1928.
- Une originale figure savoyarde. Le Frère Louis, éducateur et poète, Procure des frères, 1929, 311 p.
- Saint Louis-Marie Grignion de Montfort, Marseille, Ed. Publiroc, 1930, 224 p.
Couronné par l'Académie française (Prix Juteau-Duvigneaux, 1931)[3]
- Un grand éducateur apostolique : Le Frère Philippe, Bloud et Gay, 1932.
- Un instituteur sur les autels : Le Bienheureux Bénilde, frère des Écoles Chrétiennes, Paris, Librairie Générale de l'Enseignement Libre, 1947, XVII-277 p.
- Saint Jean-Baptiste de La Salle et son œuvre : Tricentenaire 1651-1951, Procure générale, Paris, 1951, 95 p.
- Vie du très honoré frère Athanase-Émile, Paris, Procure générale des Frères des Écoles chrétiennes, 1954, 384 p.
- Un ascète lasallien - le frère Arnould - 1838-1890, Paris, Librairie Générale de l'Enseignement Libre, 1956, 245 p.
- avec Clément de La Jonquière, Pierre de La Grèverie, L'Expédition d'Égypte (1798-1801) Tome VI, Paris, Éditions Historiques Teissèdre, Collection du Bicentenaire de l'épopée impériale, 2003  (ISBN 978-2-912259-82-0)

### RevueLes Contemporains
- Les Contemporains no 929, « Philippe Pinel, médecin-aliéniste français (1745-1826) »
- Les Contemporains no 959, « Général Lasalle 1775-1809 », Imp Feron-Vrau, 26 février 1911, 16 p.
- Les Contemporains no 963, « Frédéric-Guillaume II, roi de Prusse 1744-1797 », 26 mars 1911, 16 p.
- Les Contemporains no 964, « Frédéric-Guillaume III, roi de Prusse 1770-1840 », Imp Feron-Vrau. avril 1911, 16 p.
- Les Contemporains no 973, « Général Leclerc 1772-1802 », Imp Feron-Vrau, 4 juin 1911, 16 p.
- Les Contemporains no 989, « Auguste Casimir-Perier 1811-1876 », Imp Feron-Vrau, 24 septembre 1911, 16 p.
- Les Contemporains no 990, « Félix Faure 1841-1899 », Imp Feron-Vrau, 1 oct 1911, 16 p.
- Les Contemporains no 992, « Jules-Eugène 1819-1898 », Imp Feron-Vrau. 15 oct 1911, 16 p.
- Les Contemporains no 1053, « Calonne, contrôleur général des finances (1734-1802) ».
- Les Contemporains no 1079, « Corvisart, médecin de Napoléon Premier (1755-1821) ».

### Préfacier
- Madame Antoinette d'Orléans-Longueville Marquise de Belle-Isle, en religion Marie-Antoinette de Sainte Scholastique 1572-1618. La fondatrice de la Congrégation de Bénédictines de Notre Dame du Calvaire, Poitiers, imprimerie Moderne Nicolas, Renault et Cie, 1932, 503p.

### Autres
- avec Léon de Crousac-CRretet, Kutchuk Effendi, Durmont, Agnétus Cecilius, A. Acloque, J. Furet, Louis Dumolin, Francis Normand, L. Bertoye, Gustave Hue, Paul Laurencin, H.-M. Hamez, Edouard Leterrier, Comtesse de Courton, Maurice Lanthenay, François de Grandmaison, Vingt-Cinq Contemporains, 1920.
- Chapitre « IX. Un apôtre. Paul Lerolle » dans Le Correspondant, t. 269 No 1538, Bureaux du Correspondant, 25 octobre 1926.
- avec Paul Archambault et Bernard Amoudru, « Les idées et les livres », supplément de Qu'est-ce qu'un classique ? Le Héros ou du Génie. Cahiers de la nouvelle journée, 14, J.-E. Fidao-Justiniani, Paris, Librairie Boud et Gay, 1929, 213 p.
- Saint Jean-Baptiste de La Salle (La préparation - La vocation - Le sacrifice - La fondation - Les écoles sulpiciennes - Vaugirard (1691- 1697) , etc. Saint-Jean-Baptiste initiateur et écrivain pédagogique), Armand Ravelet, Introduction de Mgr d'Hulst, épilogue de Georges Goyau, Paris, Procure Générale des Frères, 1933. Troisième édition revue et corrigée par Georges Rigault.
- « VIII. La dévotion mariale dans l'Institut des Frères des écoles chrétiennes » dans Maria. Études sur la Sainte Vierge, Tome 3, Hubert du Manoir (dir.), Livre VI, 2e partie,  (ISBN 9782701002880), 821 p.
- Les Lettres de saint J.-B. de La Salle. Édition critique par le Frère Félix-Paul..., Paris, Procure générale de l'Institut des Frères des écoles chrétiennes (Mesnil, impr. de Firmin-Didot), 1954, 416 p. Revue et complétée par Georges Rigault.